# Pałcz
Pałcz – osiedle w północnej części bydgoskiej dzielnicy Fordon.

## Położenie
Pałcz zlokalizowany jest ok. 3 km na północ od Starego Fordonu. Sąsiaduje z osiedlami: Powiśle, Nad Wisłą, Niepodległości i Łoskoń.
Granice osiedla wyznaczają:
- od wschodu: starorzecze Wisły,
- od południa: ul. Bortnowskiego i linia będąca jej przedłużeniem do al. Piłsudskiego, al. Piłsudskiego do skrzyżowania z ul. Andersa,
- od zachodu: ul. Andersa i ul. Tomaszewskiego,
- od północy: ul. Braci Bażańskich i linia stanowiąca jej przedłużenie w kierunku wschodnim do starorzecza Wisły.

## Ulice Pałcza
Patronami większości ulic na terenie Pałcza są zasłużeni bydgoscy bibliotekarze, drukarze i księgarze działający w okresie zaboru pruskiego i w 1. połowie XX w.
- gen. Tadeusza Bora-Komorowskiego
- Braci Bażańskich (Władysława, Kazimierza i Mariana)
- Konstantego Chmielewskiego a)
- Narcyza Gieryna
- Piotra Karowskiego a)
- Franciszka Kiedrowskiego
- Bolesława Marcińczaka a)
- Leona Posłusznego
- Tomasza Śniegockiego a)
- Stanisława Tomaszewskiego a)

a) Istnieje tylko na mapach (stan na 01.05.2013).

## Etymologia
Nazwa osiedla wywodzi się bezpośrednio od wzmiankowanej od końca XIII w. na jego obszarze wsi Pałcz. W dawnych dokumentach występowała ona także pod nazwą Palcze, w XVI w. jako Palisz, Palsze i Pelze, a w okresie zaborów pod niemiecką nazwą Palsch.
Samo słowo pałcz stanowi pochodną słowa pałuki. Wyrazem tym określano osady znajdujące się w zakolach lub nad brzegami rzek, co doskonale oddaje nadwiślańskie położenie Pałcza. Z kolei słowo pałuki, według Jana Karłowicza i Aleksandra Brücknera pochodzi od zapożyczonego z języka czeskiego słowa palouk oznaczającego łąkę, a węższym ujęciu łęg, czyli podmokłą łąkę położoną nad skrętem rzecznym (łękiem).

## Historia
Na terenie Pałcza znajdują się najstarsze i jedne z najliczniejszych śladów bytności prehistorycznych osadników na obszarze dzisiejszego Fordonu. Najstarsze znalezisko stanowią przedmioty krzemienne wykonane ok. 9 000 lat p.n.e. przez prowadzących półosiadły tryb życia łowców z kultury świderskiej. Kolejne ślady obecności na terenie Pałcza pozostawili przedstawiciele kultury pucharów lejkowatych sprzed 5500 - 5000 lat. Z wczesnej epoki żelaza, datowanej od 700 do 400 roku p.n.e., pochodzą natomiast ciałopalne pochówki popielnicowe ludności należącej do grupy kujawsko-chełmińskiej kultury łużyckiej.
Pierwsze wzmianki dotyczące wsi Pałcz pochodzą z przełomu XIII i XIV w. i świadczą o jej przynależności do parafii pw. św. Marii Magdaleny w Wyszogrodzie. Po zniszczeniu pierwotnego grodu Wyszogród w wyniku walk polsko-krzyżackich w 1330 r. w jego pobliżu wykształciła się wieś o tej samej nazwie. W 1382 r. książę Władysław Opolczyk nadał jej prawa miejskie. W myśl aktu lokacyjnego Pałcz został podporządkowany Wyszogrodowi i wszedł w skład patrymonium miejskiego. W kolejnym akcie lokacyjnym, wystawionym już dla Fordonu w 1424 r., bowiem taka nazwa przyjęła się na określenie młodego miasta, status Pałcza, jako wsi miejskiej, nie uległ zmianie. Pod względem przynależności kościelnej Pałcz wszedł w skład erygowanej w 1. połowie XV w. parafii pw. św. Mikołaja w Fordonie. W XVI w. obok należącego do miasta Pałcza wyrosła druga wieś o tej samej nazwie stanowiąca własność szlachecką. Prawdopodobnie w XVII w. nadano jej prawo olęderskie co zapewne wiązało się z napływem protestanckiej ludności niemieckiej. Wśród właścicieli Pałcza z XVII i XVIII w. przewijają się nazwiska Gałeckich i Wiesiołowskich. W 2. połowie XVII w. i w 1. połowie XVIII w. właściciele „szlacheckiego” Pałcza byli dzierżawcami dóbr wójtowskich Fordonu. Mało tego, jeden z nich, starosta bydgoski Franciszek Zygmunt Gałecki przywłaszczył sobie należącą do Fordonu część Pałcza, co stało się powodem jego długoletniego sporu sądowego z miastem. Ostatnim przed rozbiorami właścicielem Pałcza był wnuk Franciszka Zygmunta Gałeckiego, również starosta bydgoski, Ignacy Gałecki.
W wyniku I rozbioru Polski Pałcz został przyłączony do Królestwa Prus. W chwili przejęcia przez Prusaków „miejski” Pałcz nadal należał do Fordonu. Natomiast Pałcz „szlachecki” odebrany Ignacemu Gałeckiemu w ramach kary za to, że nie chciał uznać władzy króla Fryderyka Wilhelma II.
W 2018 nieopodal dawnej pętli autobusowej Mariampol, między ul. Wyzwolenia a stadniną koni i w pobliżu przystanku tramwajowego Łoskoń powstała trasa spacerowa o długości 1 km, przypominająca historię czterech dawnych wsi, które istniały przed przyłączeniem tych terenów do Bydgoszczy: Mariampola, Zofina, Pałcza i Łoskonia. Atrakcja powstała w ramach Bydgoskiego Budżetu Obywatelskiego.